# Protomacratria tripunctata
Protomacratria tripunctata là một loài bọ cánh cứng trong họ Anthicidae. Loài này được Abdullah miêu tả khoa học năm 1964.